# گمینا خوجژ
گمینا خوجژ (به لهستانی:  Gmina Chodzież) یک گمینا در لهستان است که در شهرستان خوجژ واقع شده‌است. گمینا خوجژ ۲۱۲٫۷۴ کیلومتر مربع مساحت و ۵٬۴۰۷ نفر جمعیت دارد.